# Grades militaires de la Luftwaffe
Les grades militaires de la Luftwaffe (entre 1935 et 1945) sont similaires à ceux des autres branches de la Wehrmacht.

## Insignes de grades
| Insignes de la Luftwaffe      | Insignes de la Luftwaffe      | Insignes de la Luftwaffe      | Grades de la Luftwaffe | Équivalence US/GB durant la Seconde Guerre mondiale | Équivalence US/GB durant la Seconde Guerre mondiale |                               |                               |                               |                               |
| Épaule                        | Col                           | Manche, Combinaison de vol    | Grades de la Luftwaffe | États-Unis                                          | Royaume-Uni                                         |                               |                               |                               |                               |
| Grades d'officiers supérieurs | Grades d'officiers supérieurs | Grades d'officiers supérieurs | Grades d'officiers supérieurs | Grades d'officiers supérieurs                       | Grades d'officiers supérieurs                       | Grades d'officiers supérieurs | Grades d'officiers supérieurs | Grades d'officiers supérieurs | Grades d'officiers supérieurs |
| ----------------------------- | ----------------------------- | ----------------------------- | --- | --------------------------------------------------- | --------------------------------------------------- | ----------------------------- | ----------------------------- | ----------------------------- | ----------------------------- |
|                               |                               |                               | Reichsmarschall | Pas d'équivalent                                    | Pas d'équivalent                                    |                               |                               |                               |                               |
|                               |                               |                               | Generalfeldmarschall | General of the Army                                 | Marshal of the Royal Air Force                      |                               |                               |                               |                               |
|                               |                               |                               | Generaloberst | General                                             | Air Chief Marshal                                   |                               |                               |                               |                               |
|                               |                               |                               | - General der Flieger (Général d'Aviation), - General der Fallschirmtruppe (Aéroporté), - General der Luftnachrichtentruppe (Signal), - General der Flakartillerie (Défense anti-aérienne), - General der Luftwaffe (Unités d'infanterie et blindés, État-major de la Luftwaffe et des établissements d'enseignement) | Lieutenant Général                                  | Air Marshal                                         |                               |                               |                               |                               |
|                               |                               |                               | Generalleutnant | Major General                                       | Air Vice-Marshal                                    |                               |                               |                               |                               |
|                               |                               |                               | Generalmajor | Brigadier General                                   | Air Commodore                                       |                               |                               |                               |                               |
| Grades d'officiers            |                               |                               | |                                                     |                                                     |                               |                               |                               |                               |
|                               |                               |                               | Oberst | Colonel                                             | Group Captain                                       |                               |                               |                               |                               |
|                               |                               |                               | Oberstleutnant | Lieutenant Colonel                                  | Wing Commander                                      |                               |                               |                               |                               |
|                               |                               |                               | Major | Major                                               | Squadron Leader                                     |                               |                               |                               |                               |
|                               |                               |                               | Hauptmann | Captain                                             | Flight Lieutenant                                   |                               |                               |                               |                               |
|                               |                               |                               | Oberleutnant | First Lieutenant                                    | Flying officer                                      |                               |                               |                               |                               |
|                               |                               |                               | Leutnant | Second Lieutenant                                   | Pilot officer                                       |                               |                               |                               |                               |
| Grades des sous-officiers     |                               |                               | |                                                     |                                                     |                               |                               |                               |                               |
|                               |                               |                               | Stabsfeldwebel | Master Sergeant                                     | Warrant officer                                     |                               |                               |                               |                               |
|                               |                               |                               | Fahnenjunker-Oberfeldwebel | Flight cadet                                        | Acting pilot officer                                |                               |                               |                               |                               |
|                               | Oberfeldwebel                 | First Sergeant                | Flight Sergeant |                                                     |                                                     |                               |                               |                               |                               |
|                               |                               |                               | Feldwebel | Staff Sergeant                                      | Sergeant                                            |                               |                               |                               |                               |
|                               |                               |                               | Fahnenjunker-Unterfeldwebel | Flight Cadet                                        | Officer Cadet                                       |                               |                               |                               |                               |
|                               | Unterfeldwebel                | Technical Sergeant (en)       | Corporal |                                                     |                                                     |                               |                               |                               |                               |
|                               |                               |                               | Fahnenjunker-Unteroffizier | Flight Cadet                                        | Officer Cadet                                       |                               |                               |                               |                               |
|                               | Unteroffizier                 | Sergeant                      | Corporal |                                                     |                                                     |                               |                               |                               |                               |
| Grades des hommes de rang     |                               |                               | |                                                     |                                                     |                               |                               |                               |                               |
|                               |                               |                               | Stabsgefreiter (de) à partir de 1944 | Corporal                                            | Senior Aircraftman                                  |                               |                               |                               |                               |
|                               |                               |                               | Hauptgefreiter jusqu'en 1944 | Corporal                                            | Senior Aircraftman                                  |                               |                               |                               |                               |
|                               |                               |                               | Obergefreiter | Corporal                                            | Leading Aircraftman                                 |                               |                               |                               |                               |
|                               |                               |                               | Gefreiter | Corporal                                            | Aircraftman 1st Class                               |                               |                               |                               |                               |
|                               |                               |                               | Flieger | Private                                             | Aircraftman 2nd Class                               |                               |                               |                               |                               |

## Couleurs de Service (Waffenfarbe)
La branche de la Luftwaffe dans lequel le personnel sert est indiqué par la couleur des pattes de col
(allemand : Kragenspiegel). 
| Couleur    | Branche                                                                                       |
| ---------- | --------------------------------------------------------------------------------------------- |
| Blanc      | Officiers généraux et maréchaux de la Luftwaffe 1re division Fallschirm-Panzer Hermann Göring |
| Jaune d'or | Equipages volants (Fliegertruppe) Troupes aéroportées (Fallschirmtruppe) Personnel au sol     |
| Orange     | Officiers de réserve                                                                          |
| Cramoisi   | État-major général de la Luftwaffe                                                            |
| Marron     | Commandement des signalisations et des communications                                         |
| Violet     | Juridique                                                                                     |
| Rouge      | Troupes de la défense anti-aérienne (Flak Division) Artillerie                                |
| Rose       | Ingénieurs de la Luftwaffe                                                                    |
| Noir       | Génie Unités de constructions                                                                 |
| Bleu       | Corps Médical                                                                                 |
| Vert clair | Unité de radar                                                                                |
| Bleu ciel  | Transport                                                                                     |
| Vert foncé | Troupe d'une autre branche de la Wehrmacht sous commandement de la Luftwaffe                  |

## Sources
- (en) Cet article est partiellement ou en totalité issu de l’article de Wikipédia en anglais intitulé « Military Ranks of the Luftwaffe (1935–45) » (voir la liste des auteurs).